# Vipava (település)
Vipava (szlovénül: Občina Vipava) város és Vipava község központja Nyugat-Szlovéniában, 19 km-re az olasz határtól.
Az azonos nevű község központja és a hozzá tartozó 15 település a következők: Vipava, Duplje, Erzelj, Goče, Gradišče pri Vipavi, Hrašče, Lozice, Lože, Manče, Podnanos, Podraga, Poreče, Sanabor, Slap, Vrhpolje és Zemono.
A város legrégebbi vára a Stari grad vár, amely a város főtere fölé magasodó hegy tetején épült a 12. században. 1762-ben a Lanthieriek kúriát építettek a város mai főterén. A Szent István-templom eredetileg gótikus stílusban épült, majd később barokk stílusban felújították. A templom jelentős kultúrtörténeti emlék. A temetőben két darab egyiptomi szarkofág található, melyet Anton Laurin egyiptológus és diplomata hozatott ide. Vipava városa a környék bortermelő vidékének egyik központja. A szőlőtermesztés a rómaiak idejéig nyúlik vissza a vidéken.

## Fekvése
A város a szlovén karsztvidéken fekszik, Ljubljanától mintegy 50 km-re délnyugatra, Nova Goricától 23 km-re délkeletre a Vipava völgyében.

## Éghajlata
Mediterrán éghajlata van, enyhe telekkel (min. -1 °C, max. 17 °C), és forró nyarakkal (min. 20 °C, max. 39 °C).

## Képek

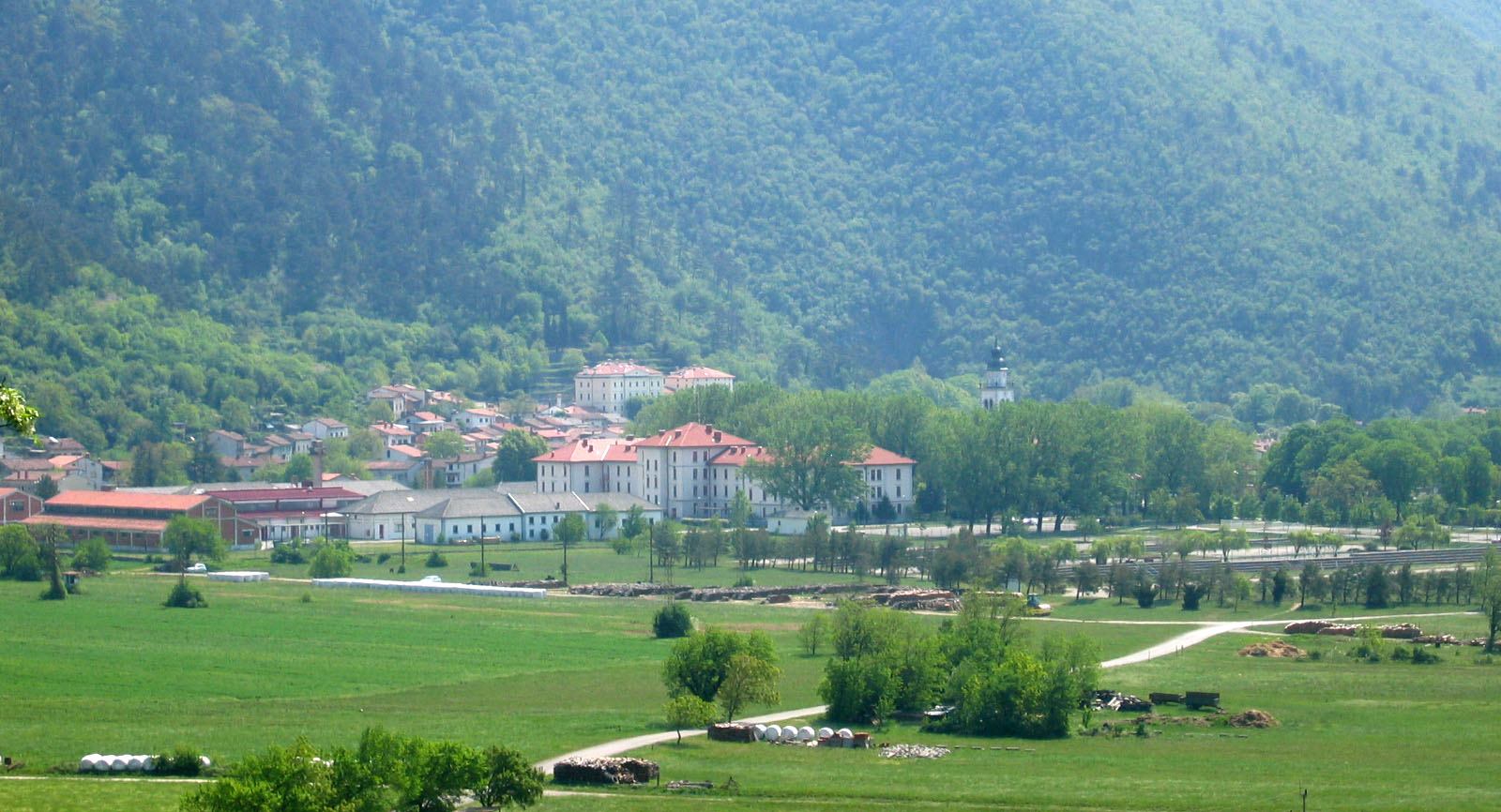
Vipava
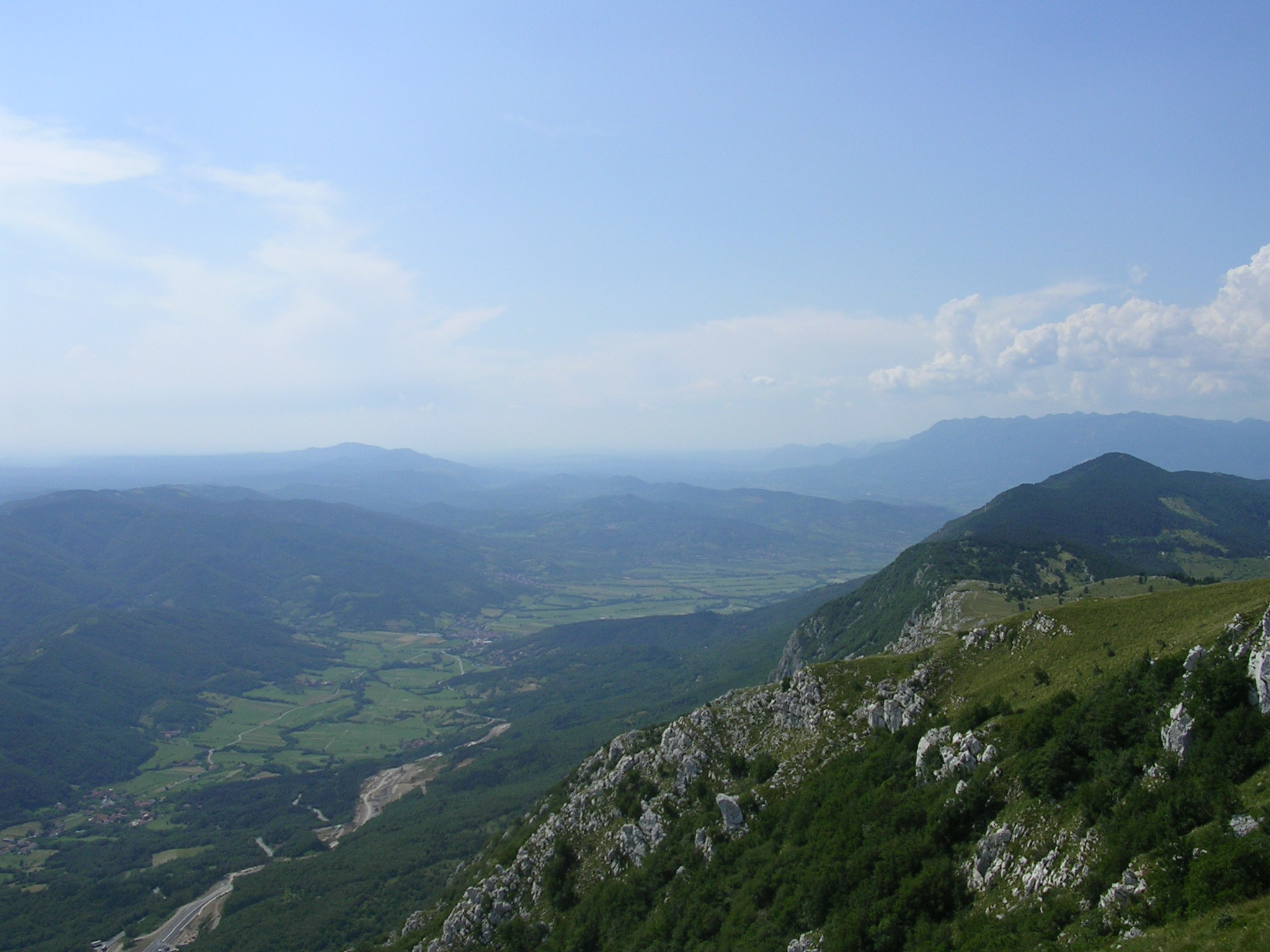
A Vipava-völgy látképe